# Tugela
Il Tugela (o Thukela) è un fiume del Sudafrica, che alimenta le alte cascate del Tugela. È il più grande fiume della provincia sudafricana dello KwaZulu-Natal. Nasce dal Mont-aux-Sorces, nei Monti dei Draghi, da cui nascono anche l'Orange e il Vaal. Ha una lunghezza complessiva di 520 km, e sfocia nell'oceano Indiano. Non è navigabile.
Il Tugela riceve numerosi tributari originari dei Drankensberg, fra cui il Klip, il Mooi e il Buffalo. Altri tributari includono il Sundays (che nasce nei monti Biggarsberg), l'Ingagani (che proviene da sudovest) e il Blood River ("fiume di sangue", proveniente da nordest, che prende il nome da una celebre battaglia fra Boeri e Zulu, combattuta nel 1838).